# Jackie Moore
John T. "Jackie" Moore (Filadelfia, Pensilvania, 24 de septiembre de 1932) es un exjugador de baloncesto estadounidense que disputó tres temporadas en la NBA, además de hacerlo en la EPBL. Con 1,96 metros de estatura, jugaba en la posición de ala-pívot.

## Trayectoria deportiva

### Universidad
Jugó durante tres temporadas con los Explorers de la Universidad de la Salle, donde fue el primer afroamericano en jugar en dicho equipo. En 1952 ganaron el National Invitation Tournament tras derrotar en la final a los Dayton Flyers.

### Profesional
Tras nos er elegido en el Draft de la NBA de 1954, fichó como agente libre por los Philadelphia Warriors, donde fue también el primer afroamericano en vestir dicha camiseta. Jugó 3 temporadas, en la segunda de ellas logró el anillo de campeón de la NBA saliendo desde el banquillo, promediando 2,4 puntos y 2,2 rebotes por partido.
Acabó su carrera jugando dos temporadas en los Sunbury Mercuries de la EPBL.

#### Temporada regular
| Temporada | Edad | Equipo                | Liga | Pos. | P   | TIT | MIN  | TC  | TCA | %TC  | 2P  | 2PA | %2P  | TL  | TLA | %TL  | R.OF. | R.DEF. | REB | ASIS | FP  | PTS |
| 1954-55   | 22   | TOTAL                 | NBA  |      | 23  |     | 16.3 | 1.9 | 5.0 | .383 | 1.9 | 5.0 | .383 | 1.0 | 2.0 | .468 |       |        | 4.6 | 0.9  | 2.7 | 4.8 |
| 1954-55   | 22   | Syracuse Nationals    | NBA  |      |     |     |      |     |     |      |     |     |      |     |     |      |       |        |     |      |     |     |
| 1954-55   | 22   | Milwaukee Hawks       | NBA  |      |     |     |      |     |     |      |     |     |      |     |     |      |       |        |     |      |     |     |
| 1954-55   | 22   | Philadelphia Warriors | NBA  |      |     |     |      |     |     |      |     |     |      |     |     |      |       |        |     |      |     |     |
| 1955-56   | 23   | Philadelphia Warriors | NBA  | SF   | 54  |     | 7.4  | 0.9 | 2.4 | .388 | 0.9 | 2.4 | .388 | 0.6 | 1.0 | .604 |       |        | 2.2 | 0.5  | 1.5 | 2.4 |
| 1956-57   | 24   | Philadelphia Warriors | NBA  | SF   | 57  |     | 7.0  | 0.8 | 1.9 | .406 | 0.8 | 1.9 | .406 | 0.6 | 0.8 | .804 |       |        | 2.0 | 0.4  | 1.3 | 2.2 |
| Total     |      |                       | NBA  |      | 134 |     | 8.8  | 1.0 | 2.6 | .391 | 1.0 | 2.6 | .391 | 0.7 | 1.1 | .623 |       |        | 2.5 | 0.5  | 1.6 | 2.7 |

#### Playoffs
| Temporada | Edad | Equipo                | Liga | P | MIN | TCA | TC | TLA | TL | R.OF. | REB | ASIS | FP | PTS | %TC  | %3P | %FT  | MIN | PTS | REB | AST |
| 1955-56   | 23   | Philadelphia Warriors | NBA  | 8 | 52  | 8   | 20 | 2   | 6  |       | 17  | 2    | 14 | 18  | .400 |     | .333 | 6.5 | 2.3 | 2.1 | 0.3 |
| 1956-57   | 24   | Philadelphia Warriors | NBA  | 1 | 1   | 0   | 0  | 0   | 0  |       | 0   | 0    | 0  | 0   |      |     |      | 1.0 | 0.0 | 0.0 | 0.0 |
| Total     |      |                       | NBA  | 9 | 53  | 8   | 20 | 2   | 6  |       | 17  | 2    | 14 | 18  | .400 |     | .333 | 5.9 | 2.0 | 1.9 | 0.2 |